# Aemocia
Aemocia – rodzaj chrząszczy z rodziny kózkowatych i podrodziny zgrzypikowych.

## Zasięg występowania
Przedstawiciele tego rodzaju występują na Molukach oraz Borneo.

## Systematyka
Do Aemocia należy 5 gatunków:
- Aemocia balteata
- Aemocia borneana
- Aemocia farinosa
- Aemocia griseomarmorata
- Aemocia ichthyosomoides